# Governo Trans-Caspiano
O Governo Trans-Caspiano (1918 - julho de 1919) foi uma coalizão "menchevique-socialista-revolucionária" criada pelos ferroviários da Ferrovia Trans-Caspiana em 1918. Era baseado em Asgabate.

## Origem
Sentimentos autônomos estavam se desenvolvendo entre a população turcomena local, com a formação do Exército Nacional do Turcomenistão (ENT) em fevereiro de 1918. Preocupados com isso, os bolcheviques dominaram o soviete de Asgabate, e apelaram a Kolesov, líder do soviete de Tasquente por apoio militar, e declararam que realizariam um censo de todos os homens portadores de armas na cidade majoritariamente russa em 17 de junho de 1918. No entanto, isso desencadeou dois dias de tumultos.
O soviete de Tasquente despachou alguns Guardas Vermelhos liderados por V. Frolov e um contingente de Tcheka que chegaram em 24 de junho e desarmaram o Esquadrão de Cavalaria do Turquemenistão, que era o centro do ENT. Frolov declarou a lei marcial e atirou pessoalmente nos cinco membros de uma delegação de ferroviários que tentaram apresentar uma petição a ele. Ele prosseguiu para Kizyl-Arvat para continuar restaurando o controle bolchevique, mas os trabalhadores ferroviários locais ouviram falar dos acontecimentos e se armaram. Frolov e vários de seus guarda-costas foram baleados e o restante desarmado.

## Comissão de Asgabate
Em 14 de julho de 1918, o Comitê Executivo de Asgabate foi fundado por mencheviques e social-revolucionários após a bem-sucedida revolta contra os bolcheviques de Tasquente. Este comitê assumiu o nome do Governo Provisório Trans-Caspiano em novembro de 1918, mas é geralmente chamado de Governo Trans-Caspiano.
A liderança  inicial era composta por:
- Fyodor Funtikov, trabalhador Socialista Revolucionário, Presidente
- Vladimir Dhokov, trabalhador ferroviário
- D. Kurilov, trabalhador ferroviário
- L. A. Zimen, professor da escola e orientalista, Ministro dos Negócios Estrangeiros

## Ação militar
O comitê tinha cerca de 1.000 homens armados, que consistiam de tropas armênias e russas. A opinião britânica dessas forças foi menos do que elogiosa. O general Wilfrid Malleson havia sido despachado pelo governo britânico para resistir às forças bolcheviques e ajudava as forças transcaspianas enviando-lhes uma equipe de metralhadoras através da fronteira da Índia. Essa equipe impediu que as forças transcaspianas fossem completamente invadidas pelos bolcheviques, no início do conflito.
Malleson então enviou uma unidade anglo-indiana para ajudar no que ficou conhecido como a missão de Malleson. A força combinada anglo-indiana e transcaspiana, em seguida, passou a envolver com sucesso os bolcheviques, empurrando-os para fora de algumas das principais cidades.
O governo estava em uma posição fraca. Não tinha economias próprias e subsistia com o dinheiro que ganhara dos sovietes quando assumiu. A economia era baseada no algodão, mas não havia maneira de exportar a safra. Agentes governamentais então buscaram fundos dos britânicos, o que não conseguiram, nem mesmo pelos alimentos que os militares britânicos consumiram e prometeram pagar.

## A execução dos comissários de Bacu

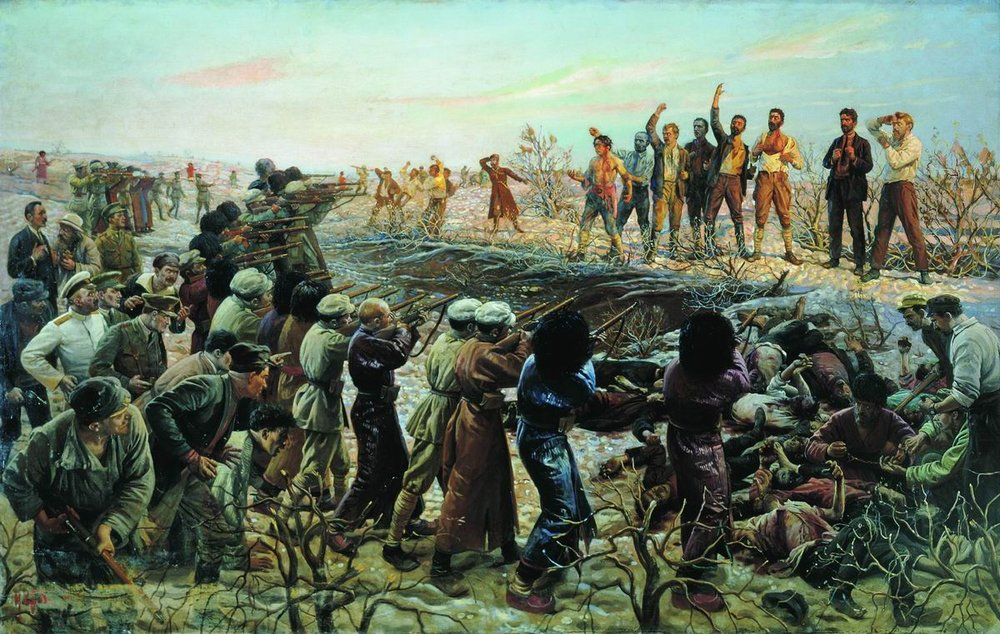
Isaak Brodsky's A Execução dos Vinte e Seis comissários de Bacu, representando perspectiva soviética da execução.

Os 26 comissários de Bacu eram bolcheviques e membros da Socialistas Revolucionários de Esquerda (SR) da Comuna Soviética de Bacu. A comuna foi estabelecida na cidade de Bacu, que era então a capital da independente República Democrática do Azerbaijão, e foi liderada por Stepan Shahumyan, resistindo até 26 de julho de 1918, quando os bolcheviques foram expulsos do poder por uma coalizão de Dashnaks, socialistas revolucionários e mencheviques. Após a sua derrubada, os comissários de Bacu tentaram deixar a cidade, mas foram capturados pela Ditadura Centrocaspiana e presos. Em 14 de setembro de 1918, durante a queda de Bacu para as forças otomanas, soldados do Exército Vermelho arrombaram a prisão e libertaram os comissários. Em seguida, os comissários embarcaram em um navio para Krasnovodsk, onde foram prontamente presos pelas autoridades locais e, na noite de 20 de setembro de 1918, executados por um pelotão de fuzilamento sob a liderança de Fyodor Funtikov entre as estações de Pereval e Akhcha-Kuyma na Ferrovia Trans-Caspiana.

## A crise de dezembro de 1918
Em dezembro de 1918, houve uma crise no governo transcaspiano. O governo sentiu que não podia controlar a capital e pediu ajuda aos britânicos que ajudaram enviando tropas para lá. No entanto, o governo era frágil, a opinião de Malleson era que eles tinham, na melhor das hipóteses, um tênue controle sobre suas forças e pessoas. Além disso, Malleson havia prometido fundos e não os entregou. As pessoas começaram a protestar e o Comitê renunciou. Foi substituído por outro comitê, que foi nomeado por Teague-Jones.O comitê novo gradualmente foi influenciado pelo exército russo sulista de Denikin, e seus homens vieram para reforçar a força. No entanto, quando os britânicos se retiraram em 1919, os bolcheviques foram à ofensiva e derrotaram as forças transcaspianas. Em 1920, o soviete de Tasquente havia recuperado o controle da área e o governo transcaspiano não mais existia.